# Kharkiv International 2012
Die Kharkiv International 2012 im Badminton fanden vom 20. bis zum 23. September 2012 im ukrainischen Charkiw statt.

## Die Sieger und Platzierten
| Disziplin    | Gold                                 | Silber                            | Bronze                                  |
| ------------ | ------------------------------------ | --------------------------------- | --------------------------------------- |
| Herreneinzel | Emil Holst                           | Vitaliy Konov                     | Henri Hurskainen                        |
| Herreneinzel | Emil Holst                           | Vitaliy Konov                     | Dmytro Zavadsky                         |
| Dameneinzel  | Evgeniya Kosetskaya                  | Olga Golovanova                   | Özge Bayrak                             |
| Dameneinzel  | Evgeniya Kosetskaya                  | Olga Golovanova                   | Yelyzaveta Zharka                       |
| Herrendoppel | Baptiste Carême Gaëtan Mittelheisser | Patrik Lundqvist Jonathan Nordh   | Vladimir Malkov Vadim Novoselov         |
| Herrendoppel | Baptiste Carême Gaëtan Mittelheisser | Patrik Lundqvist Jonathan Nordh   | Nikita Khakimov Vasily Kuznetsov        |
| Damendoppel  | Audrey Fontaine Émilie Lefel         | Özge Bayrak Neslihan Yiğit        | Anastasia Kharlampovich Mariya Pozdeeva |
| Damendoppel  | Audrey Fontaine Émilie Lefel         | Özge Bayrak Neslihan Yiğit        | Anastasia Panushkina Olga Golovanova    |
| Mixed        | Nico Ruponen Amanda Högström         | Gaëtan Mittelheisser Émilie Lefel | Alexandr Zinchenko Olga Morozova        |
| Mixed        | Nico Ruponen Amanda Högström         | Gaëtan Mittelheisser Émilie Lefel | Baptiste Carême Audrey Fontaine         |